# Cleberson Martins de Souza
Cleberson Martins de Souza, noto semplicemente come Cleberson (Macatuba, 17 agosto 1992), è un calciatore brasiliano, difensore del PSS Sleman.

## Palmarès

### Club

#### Competizioni statali
- Campionato Paranaense: 1

Athl. Paranaense: 2016
- Campionato Catarinense: 1

Figueirense: 2018
- Campionato Pernambucano: 1

Sport Recife: 2019